# Staatliches Konservatorium Jerewan

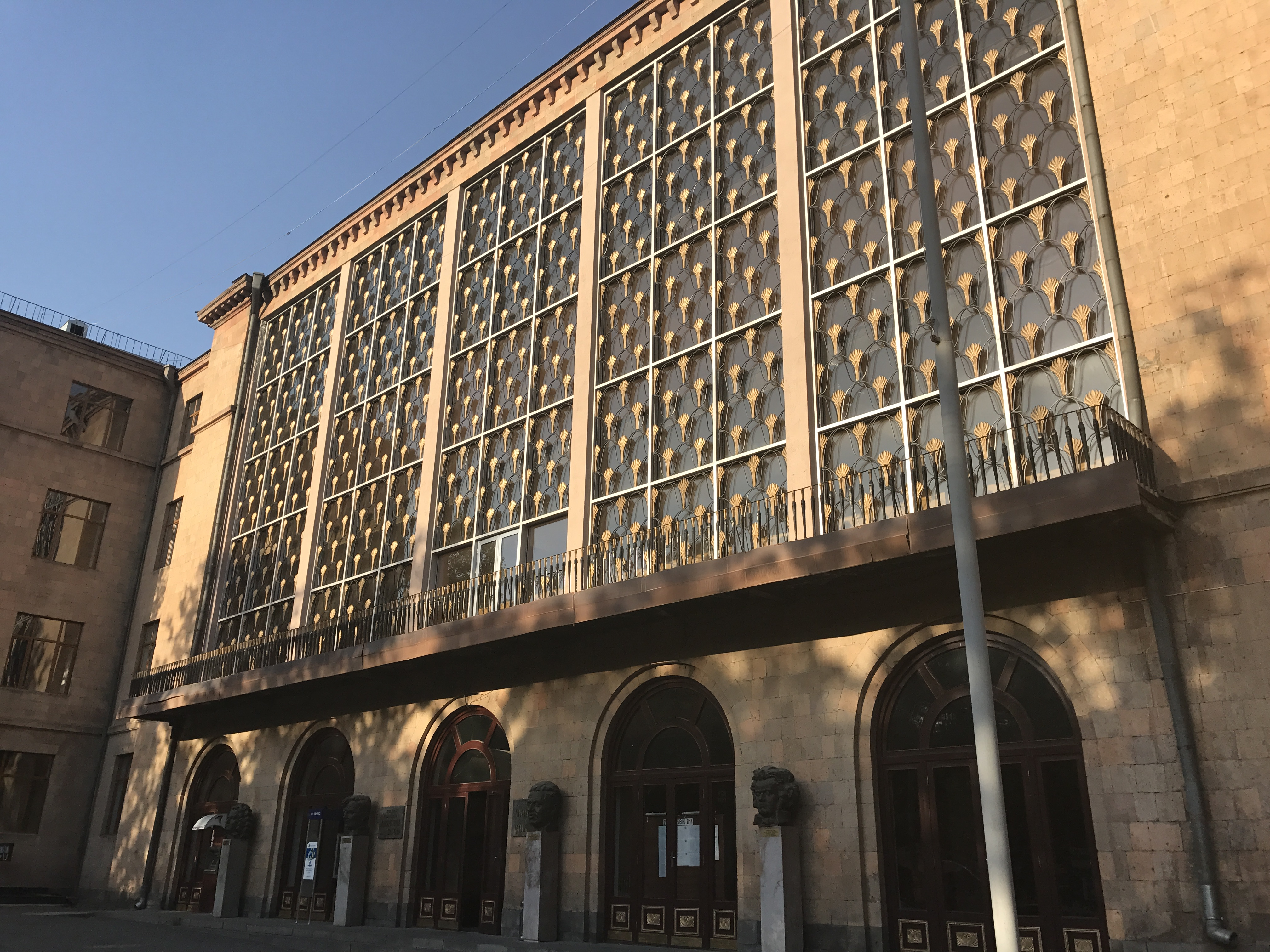
Gebäude des Konservatorium (2017)

Das Staatliche Komitas-Konservatorium Jerewan (armenisch Երևանի Կոմիտասի անվան պետական կոնսերվատորիա, Transkription: Jerewani Komitassi anwan petakan konserwatoria, russische Bezeichnung: Ереванская государственная консерватория имени Комитаса, Transkription: Jerewanskaja Gossudarstwennaja Konserwatorija Imeni Komitasa) ist ein in der armenischen Hauptstadt Jerewan gelegenes Konservatorium und gilt als renommierteste musikalische Ausbildungsstätte Armeniens. Das Konservatorium liegt gegenüber der Armenischen Staatsoper in Jerewan.

## Geschichte

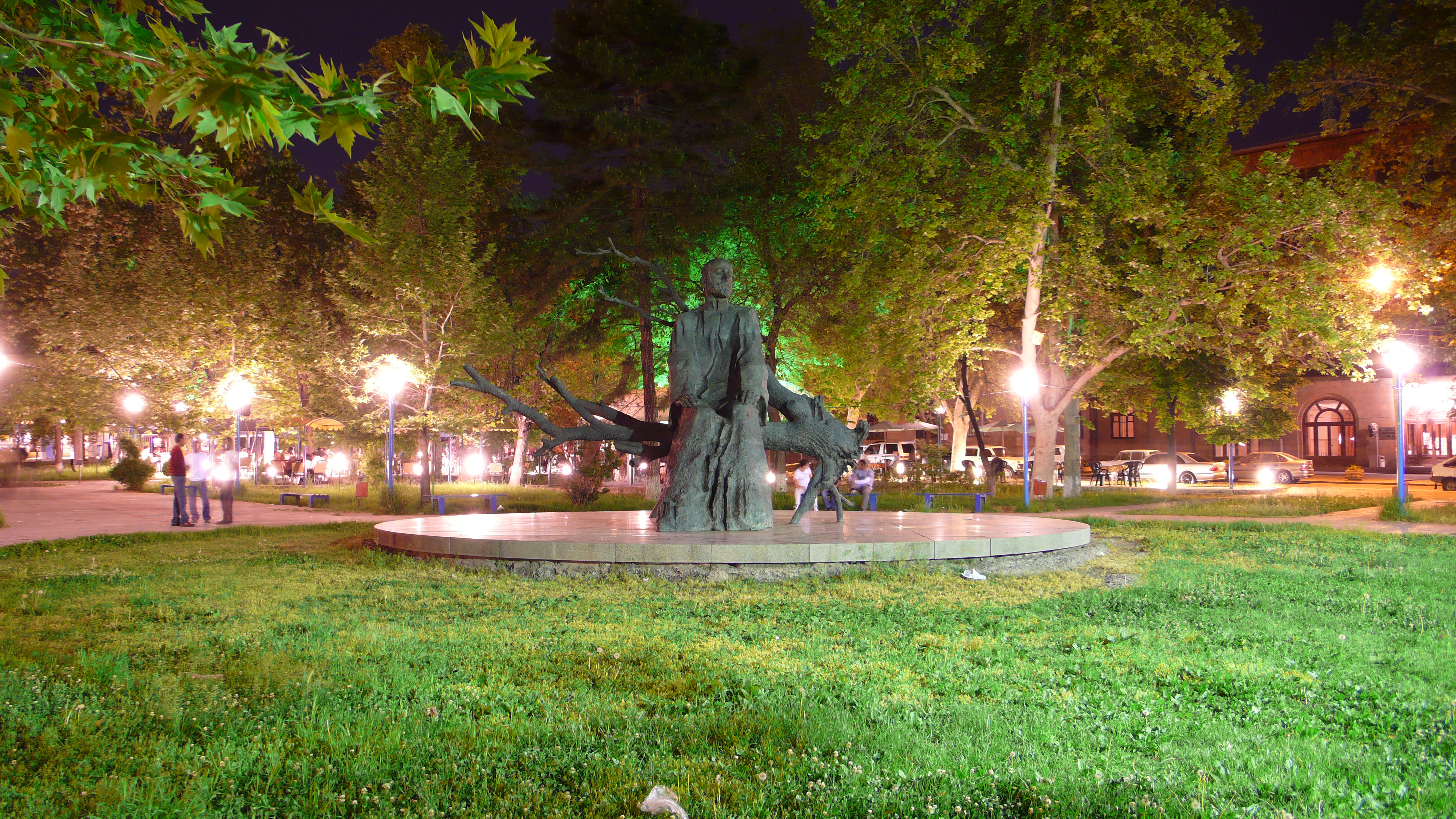
Statue von Komitas Vardapet vor dem Konservatorium (2010)

Die Einrichtung wurde 1921 von Romanos Melikjan, einem armenischen Pianisten, Komponisten und Dirigenten, der am Moskauer Konservatorium ausgebildet wurde, als erstes armenisches Konservatorium gegründet. Sie wurde nach dem Begründer der klassischen Musik Armeniens Komitas Vardapet benannt.
Der Volkskünstler Aram Chatschaturjan hatte hier bis etwa 1972 eine Stelle als Dozent für Musiktheorie und Harmonielehre inne.
Amtierende Rektorin ist seit 2018 die Dirigentin und Professorin Sona Howhannisjan.

## Absolventen
Auf dem Konservatorium wurde beinahe die gesamte Elite der armenischen Musik mit Ausnahme derer, die in St. Petersburg und Moskau studiert haben, ausgebildet. Zu den Musikern/Komponisten, die das Staatliche Komitas-Konservatorium Jerewan besucht haben, gehören u. a.:
- Nareh Arghamanyan
- Arno Babadschanjan
- Narine Khachatryan
- Eduard Mirsojan
- Lussine Sakarjan
- Wache Scharafjan
- Alexander Spendiarjan
- Awet Terterjan
- Armen Tigranjan